# I natt är jag din
"I natt är jag din" är en sång skriven av Tomas Ledin och inspelad av honom på hans femte album Tomas Ledin (1977). Den finns även inspelad av Thorleifs 1977 på albumet Du, bara du samt av Curt Haagers, Dancemän och Bohus 1978, på albumen Tinge linge ling , Dance  respektive Lördagskväll. 
1978 framfördes den även av Ledin på livealbumet Tagen på bar gärning och den fanns också på livesamlingen Visfestivalen Västervik 1978.
Magnus Uggla spelade 1987 in en cover på låten, på albumet Allting som ni gör kan jag göra bättre.
1995 spelades låten in av Black Ingvars på albumet Earcandy Six.
Larz-Kristerz framförde låten i Dansbandskampen 2008. Ezzex orkester framförde den i Dansbandskampen året därpå, men eftersom man inte gick vidare till deltävlingens andra omgång framfördes den inte i TV-sändningen.
Nanne Grönvall spelade 2009 in låten och släppte den på singel 2010. Låten finns även med på hennes album En rastlös själ från 2010.
Låten bär tydliga likheter, både vad gäller text och musik, med Rod Stewarts "Tonight's the Night" från 1976.

## Listplaceringar

### Nanne Grönvall
| Lista (2010)         | Topplacering |
| -------------------- | ------------ |
| Svenska singellistan | 4            |

### Fotnoter
1. ↑  ”Tomas Ledin”. Discogs.com. http://www.discogs.com/Tomas-Ledin-Tomas-Ledin/release/1785823. Läst 15 januari 2013.
2. ↑  ”Svensk mediedatabas”. http://smdb.kb.se/catalog/id/001886825. Läst 17 maj 2011.
3. ↑  ”Svensk mediedatabas”. http://smdb.kb.se/catalog/id/001887064. Läst 17 maj 2011.
4. ↑  ”Svensk mediedatabas”. http://smdb.kb.se/catalog/id/001888114. Läst 17 maj 2011.
5. ↑  ”Svensk mediedatabas”. http://smdb.kb.se/catalog/id/001892085. Läst 17 maj 2011.
6. ↑  ”Svensk mediedatabas”. http://smdb.kb.se/catalog/id/001892250. Läst 17 maj 2011.
7. ↑  ”Svensk mediedatabas”. http://smdb.kb.se/catalog/id/001892290. Läst 17 maj 2011.
8. ↑  ”Svensk mediedatabas”. http://smdb.kb.se/catalog/id/001475866. Läst 17 maj 2011.
9. ↑  ”Svensk mediedatabas”. http://smdb.kb.se/catalog/id/001507802. Läst 17 maj 2011.
10. ↑  ”Svensk mediedatabas”. http://smdb.kb.se/catalog/id/002670070. Läst 17 maj 2011.
11. ↑  "PSL LISTAR: Världens bästa låtstölder!". Arkiverad 5 december 2014 hämtat från the Wayback Machine. Psl.svt.se, 2013-03-21. Läst 27 november 2014.
12. ↑  Swedishcharts I natt är jag din på den svenska singellistan